# Campeonato Sudamericano Sub-16 de 1985
El primer Campeonato Sudamericano Sub-16 de 1985 se llevó a cabo en Argentina. Se desarrolló en las ciudades de Buenos Aires y La Plata. El campeonato otorgaba dos cupos directos para la Copa Mundial de Fútbol Sub-16 que se disputó en China ese mismo año. La selección de Argentina se consagró campeón y junto con Brasil que fue el subcampeón del torneo representaron a Sudamérica en el primer Mundial de Fútbol Sub-16.

## Equipos participantes
En el torneo participaron solamente los nueve equipos representativos de las asociaciones nacionales afiliadas a la Confederación Sudamericana de Fútbol la selección de paraguay no participo
| Equipos participantes | Equipos participantes | Equipos participantes | Equipos participantes | Equipos participantes |
| --------------------- | --------------------- | --------------------- | --------------------- | --------------------- |
| Argentina             | Bolivia               | Brasil                | Chile                 | Colombia              |
| Ecuador               | Perú                  | Uruguay               | Venezuela             |                       |

## Sedes
| Buenos Aires               | Buenos Aires                          | Buenos Aires Mar del Plata |
| -------------------------- | ------------------------------------- | -------------------------- |
| Estadio José Amalfitani    | Estadio Arquitecto Ricardo Etcheverri | Buenos Aires Mar del Plata |
| Capacidad:49,540           | Capacidad:24.442                      | Buenos Aires Mar del Plata |
|                            |                                       | Buenos Aires Mar del Plata |
| La Plata                   |                                       | Buenos Aires Mar del Plata |
| Estadio Jorge Luis Hirschi | Estadio Juan Carmelo Zerillo          | Buenos Aires Mar del Plata |
| Capacidad:23,000           | Capacidad:21.500                      | Buenos Aires Mar del Plata |
|                            |                                       | Buenos Aires Mar del Plata |

## Partidos

### 1.ª fecha
|  | Uruguay | 4:2 | Bolivia |  |  |

|  | Argentina                                                          | 5:0 | Venezuela |  |  |
|  | Roca 19' · Salaberry 27' 59' · Hugo Maradona 39' · Kuyumchoglu 40' |     |           |  |  |

|  | Perú | 0:2 | Colombia |  |  |

|  | Brasil | 2:1 | Chile |  |  |

### 2.ª fecha
|  | Brasil | 4:0 | Bolivia |  |  |

|  | Argentina | 4:0 | Ecuador |  |  |

|  | Perú | 2:0 | Chile |  |  |

|  | Uruguay | 2:0 | Venezuela |  |  |

### 3.ª fecha
|  | Ecuador | 4:0 | Chile |  |  |

|  | Argentina | 4:0 | Colombia |  |  |

|  | Bolivia          | 1:1 | Venezuela       |  |  |
|  | Milton Melgar 3' |     | Rubén Parra 75' |  |  |

|  | Uruguay | 1:0 | Perú |  |  |

### 4.ª fecha
|  | Colombia | 1:1 | Uruguay |  |  |

|  | Argentina | 3:1 | Chile |  |  |

|  | Bolivia | 3:2 | Ecuador |  |  |

|  | Brasil | 4:1 | Perú |  |  |

### 5.ª fecha
|  | Ecuador | 0:1 | Colombia |  |  |

|  | Uruguay | 2:3 | Brasil |  |  |

|  | Chile | 0:0 | Venezuela |  |  |

|  | Argentina | 3:0 | Perú |  |  |

### 6.ª fecha
|  | Bolivia | 1:3 | Perú |  |  |

|  | Brasil | 7:0 | Venezuela |  |  |

|  | Colombia | 0:4 | Chile |  |  |

|  | Ecuador | 1:0 | Uruguay |  |  |

### 7.ª fecha
|  | Venezuela | 0:2 | Perú |  |  |

|  | Argentina | 5:1 | Uruguay |  |  |

|  | Colombia | 1:2 | Bolivia |  |  |

|  | Brasil | 2:0 | Ecuador |  |  |

### 8.ª fecha
|  | Ecuador | 3:1 | Venezuela |  |  |

|  | Brasil | 1:0 | Colombia |  |  |

|  | Uruguay | 0:1 | Chile |  |  |

|  | Argentina | 5:1 | Bolivia |  |  |

### 9.ª fecha
|  | Perú | 2:3 | Ecuador |  |  |

|  | Venezuela | 0:4 | Colombia |  |  |

|  | Chile | 4:0 | Bolivia |  |  |

|  | Argentina                        | 3:2 | Brasil                          |  |  |
|  | H. Maradona 11' 67' · Frutos 54' |     | Natalio 9' · William 19' (pen.) |  |  |

## Clasificación
| Equipo    | Pts. | PJ | PG | PE | PP | GF | GC | Dif |
| --------- | ---- | -- | -- | -- | -- | -- | -- | --- |
| Argentina | 16   | 8  | 8  | 0  | 0  | 32 | 5  | 27  |
| Brasil    | 14   | 8  | 7  | 0  | 1  | 25 | 7  | 18  |
| Ecuador   | 8    | 8  | 4  | 0  | 4  | 13 | 13 | 0   |
| Chile     | 7    | 8  | 3  | 1  | 4  | 11 | 11 | 0   |
| Uruguay   | 7    | 8  | 3  | 1  | 4  | 11 | 13 | -2  |
| Colombia  | 7    | 8  | 3  | 1  | 4  | 9  | 12 | -3  |
| Perú      | 6    | 8  | 3  | 0  | 5  | 10 | 14 | -4  |
| Bolivia   | 5    | 8  | 2  | 1  | 5  | 10 | 24 | -14 |
| Venezuela | 2    | 8  | 0  | 2  | 6  | 2  | 24 | -22 |

|                               |
| Bandera de Argentina          |
| Campeón Argentina 1.er título |

## Clasificados al Mundial Sub-16 China 1985
| Argentina | Brasil |
| --------- | ------ |